# Caroline Grimm
 (août 2014).
Si vous disposez d'ouvrages ou d'articles de référence ou si vous connaissez des sites web de qualité traitant du thème abordé ici, merci de compléter l'article en donnant les références utiles à sa vérifiabilité et en les liant à la section « Notes et références ».
Pour les articles homonymes, voir Grimm.
Caroline Grimm, née le 8 juin 1964, est une réalisatrice, productrice, actrice, romancière et chanteuse française.

## Biographie
Fille de l'actrice Sophie Grimaldi et de Gilbert Ledermann, elle commence sa carrière dans la chanson en 1985, avec la sortie de La Vie sans toi qui devient disque d'or et reste 19 semaines au Top 50. Elle suit des études de littérature, produit et présente sur France Inter toutes les nuits en direct, pendant quatre étés, une émission intitulée La Nuit Caroline de 1996 à 2000. Au début de l'année 2000, elle sort un livre érotique intitulé La Nuit Caroline.
Elle rejoint l'équipe d'Élie Chouraqui et écrit et produit pour lui plusieurs fictions dont Victoire ou la Douleur des femmes de Nadine Trintignant. Ensuite elle est appelée par France 3 pour s’occuper de la production des fictions au sein de la chaîne, poste qu'elle occupe quatre ans.
En 2009, Caroline Grimm publie une biographie d'Olympe de Gouges, intitulée Moi, Olympe de Gouges. Elle adapte ensuite son récit au théâtre et joue son spectacle au Petit Théâtre de Paris, dans une mise en scène de Marc Jolivet, pendant plusieurs mois. Elle le rejoue salle Gaveau, pour le prix Olympe de Gouges qu'elle a organisé, le 19 septembre.
Pendant l'été 2009, on la retrouve sur France 3 aux côtés de Marc Jolivet dans Rire c'est bon pour la planète, des sketches d'une minute à vocation pédagogique, 60 sketchs pour une écologie joyeuse, produit par Luc Besson.
En 2010, elle écrit et réalise son premier court-métrage : Sous l'oreiller dont le rôle-titre est tenu par Sophie-Charlotte Husson. Le film est coproduit par France 3 et fait l'objet de plusieurs rediffusions.
En 2014, elle publie Churchill m'a menti chez Flammarion, roman inspiré de faits historiques peu connus et d'une histoire familiale (la déportation de son grand-oncle) qui lui a fait découvrir un chapitre de la Seconde Guerre mondiale (des camps de concentration nazis sur les îles anglo-normandes). C'est un succès. Gérard Collard l'élit comme « roman de la rentrée ».
En 2019, elle publie Vue sur Mère aux éditions Héloïse d'Ormesson, roman inspiré d'un fait divers amoureux en plein débat en France sur les lois d'accès aux origines pour les enfants nés de parents inconnus. Une adaptation pour l'écran est en cours[Quand ?].
Le 6 mai 2021, paraît son cinquième roman, Ma Double vie avec Chagall aux éditions Héloïse d'Ormesson, qui conte la vie de Marc Chagall et l'amour fou qui l'a uni à Bella, sa muse et sa première femme.

## Filmographie
- 1988 : Pasodoble de José Luis García Sánchez : Makren
- 1990 : Pacific Palisades : Marion
- 1992 : Prêcheur en eau trouble : Léone
- 1994 : Les Filles du Lido
- 1997 : Les Bœuf-carottes : Sandrine.